# Parque Olímpico de Sídney

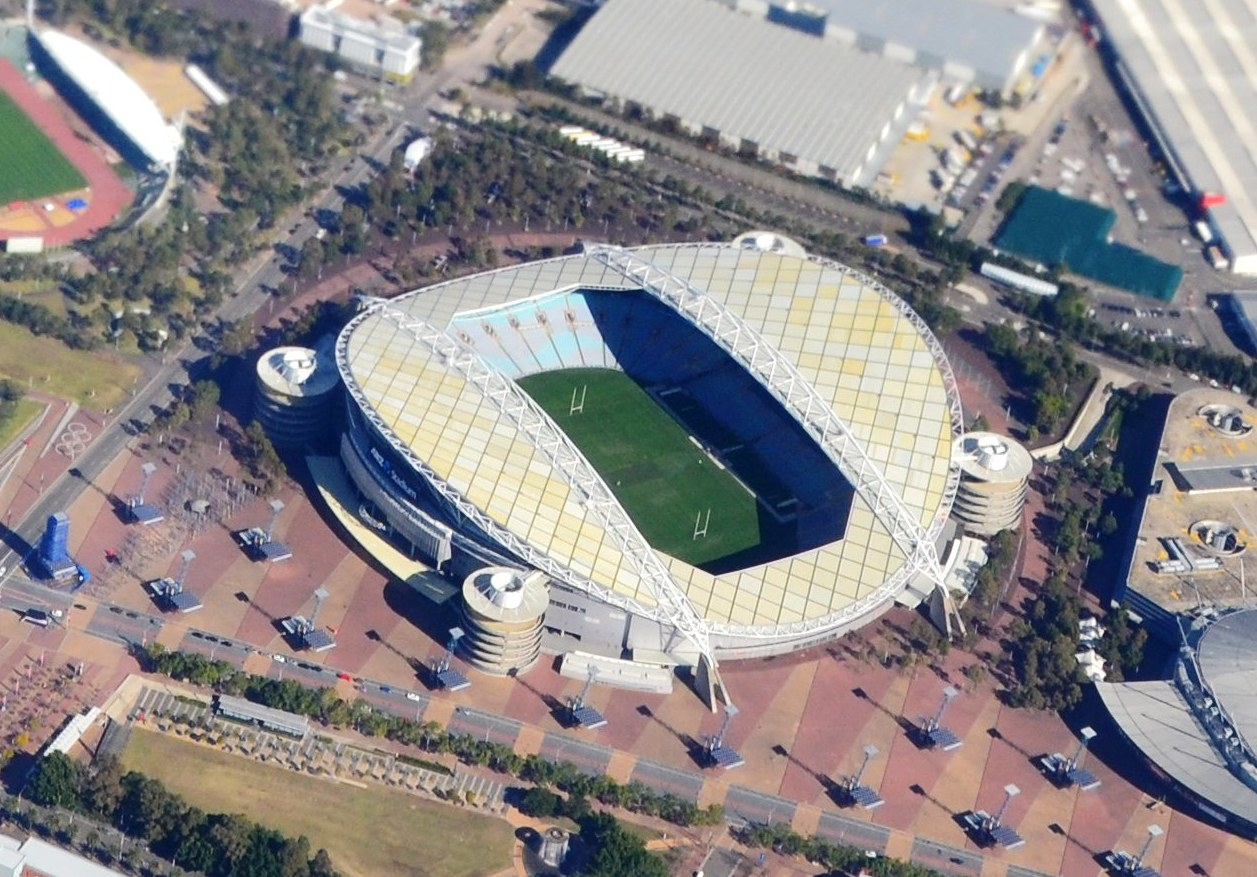
Foto aérea del Paruqe Olímpico de Sídney, tomado desde un avión con rumbo a Bali.

El Parque Olímpico de Sídney (en inglés: Sídney Olympic Park) es un parque de 640 hectáreas situado en el suburbio de Homebush Bay, Nueva Gales del Sur (en Parramatta, Australia), y en el cual se ubican un buen número de instalaciones deportivas.
Fue construido para la realización de los Juegos Olímpicos del año 2000, celebrados en Sídney, y desde entonces acoge la mayoría de eventos deportivos y culturales de la ciudad. Además de acoger las competiciones de atletismo y natación durante las Olimpiadas, dentro de su recinto acogió la villa olímpica que alojó a las diversas delegaciones nacionales que participaron en los Juegos.
Dentro de su área perimetral podemos encontrar el ANZ Stadium, que acoge la mayoría de competiciones nacionales e internacionales de rugby a 13 o fútbol australiano; el Centro Acuático Internacional de Sídney, que acoge pruebas de natación; el Sídney SuperDome y The Dome, que acogen competiciones de baloncesto, gimnasia, balonmano y voleibol, o el NSW Tennis Centre, que acoge competiciones de tenis.
La gestión del complejo deportivo fue realizada hasta 1995 por la Homebush Bay Development Corporation y, a partir de la nominación olímpica de la ciudad por la autoridad coordinadora de los Juegos, en el año 2001 dicha gestión pasó a manos de la Sídney Olympic Park Authority.